# 臺東垃圾焚化廠
臺東垃圾焚化廠為一座位在臺灣臺東縣臺東市臨海地區的一座垃圾焚化廠，該座焚化廠原為達和大豐環保公司以BOO形式獲得經營權，目前其產權已轉交給臺東縣政府環保局管理，並且目前焚化廠2023年2月2日正式啟用。
研究顯示，撇開台東先天的地理及資源上的劣勢，台東長期以來的地方政治生態問題是導致台東有限的資源被浪費，至今建設落後的原因。而臺東垃圾焚化廠就是案例之一。
研究發現台東地方派系在追逐自身的利益過程中與其他派系的利益相牴觸因而展開彼此間長期對抗，一旦在利益爭奪中的競爭對手提出有利於台東縣地方建設發展的政策或議題，該政策或議題往往會在檯面上被刻意漠視，檯面下則遭遇相關人等不配合的態度。選局一到，倘若遇到地方民眾強烈反對，遂把責任全數推給彼此的競爭對手。而被台東人視為嫌惡的台東焚化廠，研究指出，就是派系間爾虞我詐，最後讓派系成員得利，全台東縣民受害的真實案例。 

## 沿革
臺東垃圾焚化廠最早是行政院環保署為推動「一縣市一焚化廠」政策時，在1998年（民國87年）以《鼓勵公民營機構修建營運垃圾焚化廠推動方案》之政策以BOO形式公開對外招標，由達和大豐環保公司得標，並且，達和大豐環保公司與環保署之間簽訂每天處理300噸家戶垃圾的「保證下限量」合約，因此，若進廠垃圾的焚燒量低於300噸，環保署便會違約，須賠償達和大豐環保公司。
2000年（民國89年），臺東垃圾焚化廠之興建案通過環評，但隨即遭到當地的地方自救會激烈反彈。然而2002年（民國91年）5月，臺東垃圾焚化廠依然正式動工。同年九月，臺東地區的環保團體發起千人大遊行反焚化廠的興建，成為當時臺東地區最大規模的抗議行動，並且，時任的臺東縣議會議長的吳俊立帶領時任議員謝明珠邀請業者、行政機關代表和民間團體等共同舉辦公聽會，並在會後做出停建焚化廠之決議，卻仍無法阻止已動工之焚化廠繼續興建。
2004年（民國93年），臺東縣議會妥協，並做出三項附帶決議，包括外縣市垃圾不能運送到臺東焚燒、經營經費由中央政府全額負擔，並且議會監督委員可隨時入廠抽驗等條件。
2005年（民國94年）焚化廠完工，然而當時政府也同時在加強推動資源回收，結果臺東地區垃圾量遠低於原先環保署所預估的300噸，更因為推行資源回收而讓垃圾量從180噸減至120噸，導致焚化廠還沒啟用便產生每燒一天便虧損一天的狀況。
2008年（民國97年），達和大豐環保公司在保安林地上興建沉砂池等設施，以及，原規劃焚化廠建築之興建高度只能高地面三層樓，然而實際興建完成後卻是地面六層樓。臺東縣政府方面認定整座焚化廠多處設施均是違建，加上臺東縣政府人員再重新審視合約時發現，當初簽訂BOO合約要求中，不足規定容量8成的垃圾量也得以焚燒8成量來計算處理費用，這使得縣政府每年要令補貼新臺幣1億多元的處理費用，不符效益，因此不給予使用執照，加上當地居民強烈抗爭，使得焚化廠仍無法正式投入營運。臺東縣政府曾為此計畫以興建成本14億、利息2億的價格將焚化廠之廠房與土地收購，但縣議會認為有圖利嫌疑而不願通過這筆預算。
2009年（民國98年），臺東垃圾焚化廠首次進行試燒。為此，達和大豐針對焚化廠一案聲請解約仲裁，要求臺東縣政府以29.6億元將焚化廠產權收購，並且賠償該公司損失。
2011年（民國100年），第二次仲裁結果出爐，法院裁定雙方終止合約，臺東縣政府須以新臺幣19.6億元買下焚化廠之產權。而這筆經費由環保署每年補助新臺幣1.23億元並以16年分期付款，另外，臺東縣政府每年也額外編列1,100萬元的維護費用，以確保焚化廠隨時處於備用狀態。備用狀態下的臺東垃圾焚化廠，環保局另將其規劃為環境教育中心供外界參訪。截止自此臺東縣政府已在此案上耗費高達20億元。
2012年，臺東縣政府正式接收臺東垃圾焚化廠。
2014年（民國103年），因臺東縣境內多處圾垃掩埋場容量即將用罄，加上原委託屏東縣崁頂垃圾焚化廠處理的垃圾，近日來因為崁頂垃圾焚化廠歲修停工，以及鄰近高雄市調漲垃圾處理之費用從每公噸800元調漲至每公噸2307元，使得重啟臺東垃圾焚化廠之聲浪再度浮起，但仍遭到縣議會及諸多當地居民反對重啟。
2015年（民國104年）10月，時任臺東縣縣長黃健庭針對焚化廠重啟聲浪表示，雖然臺東垃圾焚化廠當前處於停機備役狀態，但面臨高屏地區之焚化廠拒收臺東縣之垃圾的狀況下，必須隨時做好重啟焚化廠之準備，然而因當初接收時，廠內已多處結構與設備有鏽蝕之狀態，如需將其還原到可使用之狀態，預估將需要3億元之修復經費，並計畫將以花東發展基金的方式申請補助。
2015年（民國104年）12月，行政院環保署對於臺東縣垃圾問題允諾補助臺東縣政府新臺幣950萬元進行焚化廠的修繕評估。然而該筆經費的墊付案在12月10日送交縣議會審議時遭兩度駁回。現任臺東縣環保局長謝清泉表示，該案與焚化廠啟用無關，其主要目的是作為高雄市協助焚燒臺東縣垃圾的條件之一，並且未來焚化廠修繕或營運前的預備時間也能大為縮短。
2019年（民國108年）9月，台東縣議會以10票比8票通過「重啟焚化爐修繕預算案」。
2020年5月為解決垃圾問題，縣府打算重啟焚化廠，預計2年後開始運作。
2023年2月2日正式啟用。

## 諸元
- 焚化爐數：2座[17]
- 焚化爐型：日立造船株式會社製連續混燒式機械爐床[17]
- 燃燒熱值：2300 千卡/公斤[17]
- 設計處理量：300噸/天[17]
- 回饋設施：無[17]

## 資料來源
1. 1 2 3 4  羅紹平、指導教授：孫本初.  (PDF). 國立台東大學. 2007-12. （原始内容 (PDF)存档于2018-09）. The Local Factions would mobilization masses to do something even though to buy votes to wined election by the social network, association and organization, but those were not to presents in this study. This study found the local factions in Taitung were executing astatically because of poor resources. The local factions were not only to influence the public policies also influence the local infrastructures very far. The local factions executed even from the personnel managements then to use and administrate over hundred million dollars for the public resource. There also founded indirect reasons for Taitung develop backward that are local factions competed each other from the Zero-sum Game, poor local develop resources was divvied by factions and factions intervened the policy.
2. 1 2 3 4 5 6 7 8 9 10  呂苡榕. . 新新聞文化. 2014年10月22日  [2015-12-11]. （原始内容存档于2016年3月4日） （中文（臺灣））.
3. 1 2 3 4 5 6  潘俊偉、鄭朝陽. . 聯合線上公司. 2015年8月9日  [2015-12-11]. （原始内容存档于2015-10-07） （中文（臺灣））.
4. 1 2 3  Zou Chi. . The News Lens. 2015年8月19日  [2015-12-11]. （原始内容存档于2016-03-04） （中文（臺灣））.
5. ↑  陳君明. . YAHOO奇摩新聞. 2014年10月15日  [2015-12-11]. （原始内容存档于2016-03-05） （中文（臺灣））.
6. ↑  陳金虎. . 自由時報. 2014年9月25日  [2015-12-11]. （原始内容存档于2018-12-03） （中文（臺灣））.
7. ↑  . 臺東縣政府. 2014年9月26日  [2015-12-11] （中文（臺灣））.[]
8. ↑  . 三立新聞網. 2015年8月19日  [2015-12-11]. （原始内容存档于2016-03-04） （中文（臺灣））.
9. 1 2  . 中央廣播電臺. 2015年10月29日  [2015-12-11]. （原始内容存档于2016年3月4日） （中文（臺灣））.
10. ↑  錢志偉. . 我們的島. 2015年3月16日  [2015-12-11]. （原始内容存档于2016-06-01） （中文（臺灣））.
11. ↑  郭建志. . 中國時報. 2015年10月13日  [2015-12-11]. （原始内容存档于2016-03-06） （中文（臺灣））.
12. ↑  黃明堂. . 自由時報. 2015年10月14日  [2015-12-11]. （原始内容存档于2016-03-04） （中文（臺灣））.
13. ↑  吳鳳雪. . YAHOO奇摩新聞. 2014年10月5日  [2015-12-11]. （原始内容存档于2016-03-05） （中文（臺灣））.
14. 1 2  黃力勉. . 中國時報. 2015年10月29日  [2015-12-11]. （原始内容存档于2015-10-30） （中文（臺灣））.
15. ↑  李蕙君. . 聯合報. 2015年12月11日  [2015-12-11]. （原始内容存档于2019-06-29） （中文（臺灣））.
16. ↑  .   [2021-01-10]. （原始内容存档于2021-02-03）.
17. 1 2 3 4 5  . 達和環保服務公司.   [2015-12-11]. （原始内容存档于2016-04-25） （中文（臺灣））.